# Фудбалски савез Енглеске
Фудбалски савез Енглеске (ФСЕ) или Фудбалска асоцијација (ФА) (енгл. The Football Association (FA)) је главна фудбалска организација Енглеске и крунских поседа Џерзија, Гернзија и Острва Ман. Фудбалска асоцијација има специфично место у историји фудбала. 